# Спортивная гимнастика на летних Олимпийских играх 2000 — бревно
Соревнования по выступлениям на бревне среди женщин в спортивной гимнастике на Летних Олимпийских играх 2000 года состоялись с 17 по 25 сентября в спорткомплексе «Сидней СуперДом». Олимпийской чемпионкой стала китаянка Лю Сюань, серебряные и бронзовые медали завоевали российские гимнастки Екатерина Лобазнюк и Елена Продунова.

## Результаты

### Квалификация
В квалификационном раунде 17 сентября участвовали 83 гимнастки, из которых восемь лучших пробились в финал 25 сентября. Каждая страна выдвигала не более двух гимнасток в финале.

### Финал
| Место | Гимнастка                 | Результат |
| ----- | ------------------------- | --------- |
|       | Лю Сюань Китай            | 9.825     |
|       | Екатерина Лобазнюк Россия | 9.787     |
|       | Елена Продунова Россия    | 9.775     |
| 4     | Клаудия Пресэкан Румыния  | 9.750     |
| 5     | Татьяна Ярош Украина      | 9.712     |
| 6     | Мария Олару Румыния       | 9.700     |
| 7     | Лин Цзе Китай             | 9.675     |
| 8     | Элиз Рэй США              | 9.387     |